# 2019冠状病毒病疫情对环境的影响
由COVID-19引起的全球性破坏已经对环境和气候产生了许多影响。计划旅行因此出現大幅减少，使得许多地区的空气污染大幅下降。在中国，对城市地区的封锁和其他措施使碳排放量减少了25％，氮氧化物排放量則减少了50％， 一位地球系统科学家估计，这可以在两个月内挽救至少77,000条生命。 其他对环境的积极影响包括国家政府系统控制的投资，以实现可持续的能源转化型以及与环境保护有关的其他目标，例如欧盟的7年1万亿欧元预算提案和7500亿欧元的“下一代欧盟”恢复计划。 力求将欧盟支出的25％保留给气候友好型产业的支出。
然而，疫情也掩盖了非法活动，例如在亚马逊雨林的砍伐 和非洲的偷猎活动，  阻碍了环境外交的努力， 这会产生许多在经济上的不良性作用，并有许多人推测这将减慢对绿色能源技术的投资的发展进度。

## 背景
自人類踏入工业化时代以来，便不斷產生愈來愈多的温室气体，致使地球上的全球平均温度升高，這直接导致了包括冰山融化和海平面上升等一系列的影响。 人为影响下，人类活动以各种形式导致了环境的退化。
先于COVID-19的大流行，一些针对大流行且应当被推荐给卫生局的措施包括隔离和保持社交距离。
同样早于COVID-19大流行，研究人员认为经济活动的减少将有助于减小全球变暖以及空气和海洋污染，从而使环境慢慢恢复其原来的状态。
研究人员和官方人员还呼吁保护生物多样性，以将其作为COVID-19恢复政策的一部分。

## 空气质量
因为疫情爆发对于旅游业和制造业的影响，很多地区以至于整个星球的空气污染都下降了。 空气污染指数的下降不仅抑制了全球气候变化还减缓了COVID-19的传播， 但目前还不清楚到底是哪一种空气污染起到的效果。能源与清洁空气研究中心报告称：各种为了抑制COVID-19传播的方法，例如隔离和禁行令，让中国的碳排放减少了25%。 在第一个月的封城中，相比2019年同期，中国大约少产生了2亿吨二氧化碳。这主要是因为航班的减少，精炼油料的减少和煤炭消耗的减少导致的。 一个地球科学家估计这些减少的碳排放量拯救了至少77000人。 然而来自战略与国际研究中心的Sarah Ladislaw认为因为经济下滑而导致的减排不应该被视为有益的。她指出当中国尝试回到之前的经济时，会因为贸易战和供给链断裂而加大它对环境的影响。 在2020年的一月一号到三月十一日，欧洲空间局观测到因为意大利北部波河河谷的封城，从汽车，发电厂和工厂中产生的一氧化二碳有了一个非常醒目的下降。
美国国家航空航天局和欧洲空间局一直在监测二氧化氮气体在中国COVID-19流行初期是如何显著下降的。COVID-19导致的经济放缓使污染水平大幅下降，特别是在中国武汉这样的城市，污染水平下降了25-40%。 美国航天局使用臭氧监测仪器(OMI)分析和观察臭氧层和污染物，如二氧化氮，气溶胶等等。这台仪器帮助美国航天局处理和解释由于全球各地封城而收到的数据。
据美国国家航空航天局的科学家说，二氧化氮污染的下降始于中国武汉，并慢慢扩散到世界其他地方。下降的幅度也非常大，因为COVID0-19发生的时间正好是中国农历新年的庆祝时间。在 这个节日期间，工厂和企业在1月的最后一周关闭以庆祝农历年节日。中 国二氧化氮的下降没有达到卫生部门认为可以接受的空气质量标准。空气中的其他污染物，如气溶胶排放仍然存在。
一项由中美科学家共同参与的联合研究估计，与2020年1月1日至1日23日（武汉封城）相比，从2020年1月23日至2月9日，中国华东地区的氮氧化物（NOx=NO+NO2）排放量减少了50%。 从2020年2月10日（返工日）到3月12日，排放量增加了26%，这表明在大多数省份重新允许企业开业之后，社会经济活动可能会增长。 但 对COVID-19最有效的控制措施还需调查考究，以谋求最小的社会经济影响。

## 水质
在威尼斯，运河里的水变得清澈透明，迎来了更大的水流量。水 体清澈度的提高是因为船只运输搅动起来的沉积物的重新沉淀，沿航道的空气污染也减少了。

## 野生动物
因为全国流行疾病的影响， 对鱼和鱼价格的需求都下降了，并且世界上的捕鱼船队大部分闲置。 德国科学家赖纳·弗洛斯（Rainer Froese）认为，因为捕捞量的急剧下降，鱼类的生物量将增加，并预计在欧洲水域，例如鲱鱼的一些鱼类的生物量可以增加一倍。 截至2020年4月，水生恢复的迹象大部分还是少数的。
正因为紧闭和旅行的限制使得人们呆在家里，一些动物出没在城市里。 海龟产卵在曾经避开的海滩（例如孟加拉湾海岸，因为人类干扰和光污染的降低。 在美国，3月和4月，鹿，麋鹿，驼鹿，熊，山狮等动物和车辆的致命碰撞下降了58％。
环境保护主义者预料非洲国家会经历一场巨大的丛林肉偷猎活动。 自然保护协会的马特·布朗（Matt Brown）说到：“当人们没有其他收入替代选择时，我们的预测——正如我们在南非所看到的——是价值高的产品像犀牛角和象牙等被盗的可能性会增加。”  另一方面，为了阻止人畜共患疾病的传播，加蓬决定禁止人类对蝙蝠和穿山甲食用，因为COVID-19被认为是通过这些动物传播给人类。

## 森林砍伐和重新造林
由于疫情影响，人们减轻了对非法砍伐森林的注意。通过卫星显示，在巴西境内，亚马逊雨林的森林砍伐与基准水平相比激增了50％以上。  与此同时，因疫情影响导致的失业率上升却促进了巴基斯坦国种植1千万棵树的5年计划，相当于全世界每年流失的树木的数量。 自从疫情影响以来，该计划边招募了大量失业人士。

## 碳排放
2020年5月发表的一项研究发现：在4月初的封锁措施期间，全球每日碳排放下降了17%，这可能导致每年碳排放下降高达7%，据研究人员称，这将是二战以来最大的降幅。他们把这些减少主要归因于交通使用量和工业活动的减少。 但是，有人指出，由于工业活动比较有限，反弹可能会降低减少的排放量。 然而，COVID-19封锁引起的社会变化——比如广泛的远程办公和虚拟会议技术的使用——可能会产生更持久的影响，而不仅仅是交通使用量的短期减少。 尽管如此，2020年5月大气中二氧化碳的浓度还是有人类历史记录以来最高的。 能源和气候专家Constantine Samaras指出，“大流行是减少排放最糟糕的可能方式”，“技术、行为和结构上的改变是减少排放的最好也是唯一的方式”。清华大学地球系统科学系副教授刘竹澄清说:“只有当我们在更长的时间内减少排放量，甚至更多的时候，我们才能看到大气中浓度的下降。”  由于采取了针对COVID-19的措施，世界对化石燃料的需求下降了近10%。
据报道，许多能源经济学家认为，世界可能无法从危机中恢复过来。

## 垃圾
疫情导致人們大量使用一次性口罩，并且有着不少的口罩被随意丢弃，使得全球塑料污染愈发严重。

## 投资和其他经济措施
一些人指出，计划性的经济刺激方案可以用来加速可再生能源替代化石能源的过程，并提高能源弹性。 世界资源研究所的研究人员列出了在COVID-19期间和之后投资于公共交通、骑自行车和步行的一些理由。 全球城市公共交通的使用下降了50-90%，运营商的收入也大幅下降。例如在加强公共交通的卫生上和适当的社会距离措施上投资可解决公众对公共交通卫生的担忧。 国际能源机构指出，由于这一流行病，各国政府提供的支持可推动电池和氢技术的迅速发展，减少对化石燃料的依赖，并说明了化石燃料在储存和分配问题上的缺点。
随着2020年疫情在欧盟内部迅速蔓延，人们对欧洲绿色协议的关注有所减弱。有些人建议每年暂停一次交易，甚至可以从现在起终止以后所有交易。许多人认为，当前欧盟政策制定过程的主要焦点应该是眼前的短期危机，而不是气候变化。 2020年5月，欧盟宣布了被称为下一代欧盟的7500亿欧元的欧洲复兴计划和1万亿欧元的预算。欧洲绿色协议是其中的一部分。该计划的原则之一是“不造成伤害”。这些钱只会花在一些符合绿色标准的项目上。25%的资金将用于缓解气候变化。化石燃料和核能不包括在内。
用于一些环境项目的资金——例如监控热带雨林的土著社区和保护项目——由于COVID-19而缩减。

分析与建议
许多组织以及联合组织，例如智囊团、企业、商业组织、政治机构和研究院，对投资与其他能够帮助全球以及国家基于可持续性发展的社会经济复苏单方面进行了分析并且提出了建议。国际能源署（IEA）、 格兰瑟姆研究所——气候变化及环境局、 以及欧洲委员会 都参与其中。 同时，联合国秘书长安东尼奥·古特雷斯提出了六种与可持续性相关的宏观准则来帮助经济复苏。
研究与发展
即使全球的碳排放量暂时下降，国际能源署（IEA）警告道，疫情导致的经济混乱可能会阻止或者延迟企业与个人对于可持续能源的投资。 不过，长久的隔离期推进了远程办公的上班形式。

## 天气预报
欧洲中期天气预报中心（ECMWF）称，受疫情的影响已经有大量的商业用机停飞，这将大幅度影响天气预报的准确性。商业用机通过机上的设备收集和处理各类气象观测数据，是天气预报和气候监测的重要信息来源。

## 政治
《时代》杂志强调了三种可能的风险：计划遵循2015年《巴黎协定》的2020年11月格拉斯哥会议的筹备工作被打乱；比起疫情，公众将全球变暖视为次重要优先项目，这减轻了政治人物的压力；而“重新启动”全球经济的愿望将导致额外的温室气体生产过剩。然而，据国际能源署执行主任称，在COVID-19衰退期间油价下跌可能是摆脱化石燃料补贴的好机会。
Carbon Tracker认为，中国不应该通过建设计划中的燃煤发电站来刺激经济，因为许多发电站的现金流量会为负，并且会变成搁浅的资产。
大流行期间，美国特朗普政府中止了通过美国国家环境保护局（EPA）实施某些环境保护法律的工作。如果污染者可以声称这些违法行为是由大流行引起的，那么这将使他们无视某些环境法律。

## 预测的反弹效应
排放温室气体的企业和道路交通逐渐在COVID-19一级防范禁闭后复苏，但是人们认为这种复苏可能会增加而不是减少温室气体的排放。 以道路交通来说，这次的疫情对人们的生活和行为方式都有许多的影响，例如企业选择举办更多的线上会议和改变了更多的商业模式，而企业的这些改变间接的降低了道路交通排放的温室气体。另外，由于人们害怕公共场合会感染COVID-19，人们会在出行的时候会更多的依赖私人而不是公共交通工具，而这就会大大地增加温室气体的排放。 但是，疫情期间负责管理城市规划的工作者在一些城市也在创造新的自行车行驶道。
经济共同合作和发展组织推荐政府们继续去在疫情期间和结束之后执行现有的空气管理政策，并且给公共交通部门提供更多的资金支持。这会帮助他们提高容量和质量并且集中减少拥挤和促进更干净的设备。

## 心理与风险感知
COVID-19导致的混乱以及带来的负面影响或许让一个灾难重重的未来变得近在咫尺，同时阻止危险发生的行动不再是个选择，而是必然。但是，疫情可能反向地让人们更加注重迫在眉睫的COVID-19，而非全球变暖在內这种长期威胁。比爾蓋茲在2021年時說過氣候變遷將比疫情致命五倍。

## 對環境監測和預測的影響
在歐洲中期天氣預報中心宣布，由於流行病飛機飛行在全球範圍內減少可能會影響天氣預報的準確性，理由是商業航空公司使用（ECMWF）飛機氣象資料中繼（AMDAR）作為一個整體的貢獻天氣預報的準確性。該ECMWF預測，AMDAR覆蓋率將由65％以上是由於商業航班的下降減少。

## 参阅
- 受2019冠状病毒病疫情影响的事件列表
- 教育、2019冠狀病毒病疫情對宗教的影響 2019冠状病毒病疫情对政治的影响 2019冠状病毒病疫情对电影业的影响

## 引用
1. ↑  Team, The Visual and Data Journalism. . BBC News. 2020-03-28  [2020-08-08]. （原始内容存档于2020-03-27）.
2. ↑  Myllyvirta, Lauri. . CarbonBrief. 2020-02-19  [2020-03-16]. （原始内容存档于2020-03-04）.
3. ↑  Zhang, Ruixiong; Zhang, Yuzhong; Lin, Haipeng; Feng, Xu; Fu, Tzung-May; Wang, Yuhang. . Atmosphere. April 2020, 11 (4): 433  [2020-05-06]. Bibcode:2020Atmos..11..433Z. S2CID 219002558. doi:10.3390/atmos11040433. （原始内容存档于2020-05-22） （英语）.
4. ↑  Burke, Marshall. . Global Food, Environment and Economic Dynamics.   [2020-05-16]. （原始内容存档于2020-05-19） （英语）.
5. ↑  McMahon, Jeff. . Forbes. 2020-03-16  [2020-03-16]. （原始内容存档于2020-03-17）.
6. ↑  Simon, Frédéric. . www.euractiv.com. 2020-05-27  [2020-06-04]. （原始内容存档于2020-07-16）.
7. ↑  Carpenter, Scott. . Forbes.   [2020-06-04]. （原始内容存档于2021-01-12） （英语）.
8. ↑  . South EU Summit. 2020-06-04  [2020-06-04]. （原始内容存档于2021-01-18）.
9. ↑  . ABC News. 2020-05-06  [2020-08-08]. （原始内容存档于2020-07-08）.
10. ↑  . NBC News. 2020-05-11  [2020-08-08]. （原始内容存档于2020-07-11）.
11. ↑  . ABC News. 2020-04-14  [2020-08-08]. （原始内容存档于2020-07-07）.
12. ↑  . CNBC. 2020-04-24  [2020-08-08]. （原始内容存档于2020-07-09）.
13. ↑  . Climate Home News. 2020-04-01  [2020-04-02]. （原始内容存档于2020-04-04） （英语）.
14. ↑  Newburger, Emma. . CNBC. 2020-03-13  [2020-03-16]. （原始内容存档于2020-03-15）.
15. ↑  Mishra, Anshuman. . WORLD HEALTH ORGANISATION. WHO.   [2020-06-23]. （原始内容存档于2020-12-10）.
16. ↑  . National Oceanic and Atmospheric Administration.   [2020-04-06]. （原始内容存档于2020-02-18）.
17. ↑  . National Geographic Society. 2019-03-28  [2020-04-06]. （原始内容存档于2019-12-31）.
18. ↑  Madhav, Nita; Oppenheim, Ben; Gallivan, Mark; Mulembakani, Prime; Rubin, Edward; Wolfe, Nathan, Jamison, Dean T.; Gelband, Hellen; Horton, Susan; Jha, Prabhat , 编, , Disease Control Priorities: Improving Health and Reducing Poverty 3rd (The International Bank for Reconstruction and Development / The World Bank), 2017  [2020-04-06], ISBN 978-1-4648-0527-1, PMID 30212163, doi:10.1596/978-1-4648-0527-1_ch17, （原始内容存档于2020-03-23）
19. ↑  Kopnina, Helen; Washington, Haydn; Taylor, Bron; J Piccolo, John. . Journal of Agricultural and Environmental Ethics. 2018-02-01, 31 (1): 109–127. ISSN 1573-322X. doi:10.1007/s10806-018-9711-1 （英语）.
20. ↑  Rull, Valentí. . The Holocene. 2016-09-01, 26 (9): 1513–1516. Bibcode:2016Holoc..26.1513R. ISSN 0959-6836. doi:10.1177/0959683616640053 （英语）.
21. ↑  Pearson, Ryan M.; Sievers, Michael; McClure, Eva C.; Turschwell, Mischa P.; Connolly, Rod M. . Science. 2020-05-22, 368 (6493): 838–839  [2020-05-22]. Bibcode:2020Sci...368..838P. ISSN 0036-8075. PMID 32439784. S2CID 218836621. doi:10.1126/science.abc1430. （原始内容存档于2020-10-06） （英语）.
22. ↑  Rodrigues, CM. . Financial Times.   [2020-04-03]. （原始内容存档于2020-11-03）.
23. ↑  Zhang, Ruixiong; Zhang, Yuzhong; Lin, Haipeng; Feng, Xu; Fu, Tzung-May; Wang, Yuhang. . Atmosphere. April 2020, 11 (4): 433  [2020-05-06]. Bibcode:2020Atmos..11..433Z. S2CID 219002558. doi:10.3390/atmos11040433. （原始内容存档于2020-05-22） （英语）.
24. ↑  Watts, Jonathan; Kommenda, Niko. . The Guardian. 2020-03-23  [2020-04-04]. （原始内容存档于2020-04-04）.
25. ↑  Le Quéré, Corinne; Jackson, Robert B.; Jones, Matthew W.; Smith, Adam J. P.; Abernethy, Sam; Andrew, Robbie M.; De-Gol, Anthony J.; Willis, David R.; Shan, Yuli; Canadell, Josep G.; Friedlingstein, Pierre. . Nature Climate Change. 2020-05-19, 10 (7): 647–653. ISSN 1758-6798. S2CID 218693901. doi:10.1038/s41558-020-0797-x （英语）.
26. ↑  editor, Damian Carrington Environment. . The Guardian. 2020-04-07  [2020-04-10]. ISSN 0261-3077. （原始内容存档于2020-04-09） （英国英语）.
27. ↑  Myllyvirta, Lauri. . CarbonBrief. 2020-02-19  [2020-03-16]. （原始内容存档于2020-03-04）.
28. ↑  McMahon, Jeff. . Forbes. 2020-03-16  [2020-03-16]. （原始内容存档于2020-03-17）.
29. ↑  McMahon, Jeff. . Forbes. 2020-03-16  [2020-03-16]. （原始内容存档于2020-03-17）.
30. ↑  McMahon, Jeff. . Forbes. 2020-03-16  [2020-03-16]. （原始内容存档于2020-03-17）.
31. ↑  . Center for Strategic and International Studies.   [2020-04-04]. （原始内容存档于2020-04-07） （英语）.
32. ↑  Green, Matthew. . Reuters. 2020-03-13  [2020-03-16]. （原始内容存档于2020-03-16）.
33. ↑  Zhang, Ruixiong; Zhang, Yuzhong; Lin, Haipeng; Feng, Xu; Fu, Tzung-May; Wang, Yuhang. . Atmosphere. April 2020, 11 (4): 433  [2020-05-06]. Bibcode:2020Atmos..11..433Z. S2CID 219002558. doi:10.3390/atmos11040433. （原始内容存档于2020-05-22） （英语）.
34. ↑  . earthobservatory.nasa.gov. 2020-02-28  [2020-04-06]. （原始内容存档于2020-04-02） （英语）.
35. ↑  . Carbon Brief. 2020-02-19  [2020-04-06]. （原始内容存档于2020-03-04） （英语）.
36. ↑  . NASA Aura. （原始内容存档于2020-03-03）.
37. ↑  Zhang, Ruixiong; Zhang, Yuzhong; Lin, Haipeng; Feng, Xu; Fu, Tzung-May; Wang, Yuhang. . Atmosphere. April 2020, 11 (4): 433  [2020-05-06]. Bibcode:2020Atmos..11..433Z. S2CID 219002558. doi:10.3390/atmos11040433. （原始内容存档于2020-05-22） （英语）.
38. ↑  . chinesenewyear.net.   [2020-04-06]. （原始内容存档于2020-02-29）.
39. ↑  . earthobservatory.nasa.gov. 2020-03-05  [2020-04-06]. （原始内容存档于2020-04-06） （英语）.
40. ↑  Zhang, Ruixiong; Zhang, Yuzhong; Lin, Haipeng; Feng, Xu; Fu, Tzung-May; Wang, Yuhang. . Atmosphere. April 2020, 11 (4): 433  [2020-05-06]. Bibcode:2020Atmos..11..433Z. S2CID 219002558. doi:10.3390/atmos11040433. （原始内容存档于2020-05-22） （英语）.
41. ↑  Zhang, Ruixiong; Zhang, Yuzhong; Lin, Haipeng; Feng, Xu; Fu, Tzung-May; Wang, Yuhang. . Atmosphere. April 2020, 11 (4): 433  [2020-05-06]. Bibcode:2020Atmos..11..433Z. S2CID 219002558. doi:10.3390/atmos11040433. （原始内容存档于2020-05-22） （英语）.
42. ↑  Zhang, Ruixiong; Zhang, Yuzhong; Lin, Haipeng; Feng, Xu; Fu, Tzung-May; Wang, Yuhang. . Atmosphere. April 2020, 11 (4): 433  [2020-05-06]. Bibcode:2020Atmos..11..433Z. S2CID 219002558. doi:10.3390/atmos11040433. （原始内容存档于2020-05-22） （英语）.
43. ↑  . CNN. 2020-04-23  [2020-04-25]. （原始内容存档于2020-06-27）.
44. ↑  Srikanth, Anagha. . The Hill. 2020-03-18  [2020-03-20]. （原始内容存档于2020-03-19）.
45. ↑  Korten, Tristram. . Smithsonian Magazine. 2020-04-08  [2020-04-24]. （原始内容存档于2020-06-17）.
46. ↑  Reiley, Laura. . The Washington Post. 2020-04-08  [2020-04-25]. （原始内容存档于2020-12-24）.
47. ↑  Korten, Tristram. . Smithsonian Magazine. 2020-04-08  [2020-04-24]. （原始内容存档于2020-06-17）.
48. ↑  Millan Lombrana, Laura. . Bloomberg Green. 2020-04-17  [2020-04-25]. （原始内容存档于2020-07-23）.
49. ↑  .   [2020-08-08]. （原始内容存档于2020-06-26）.
50. ↑  Katz, Cheryl. . National Geographic. 2020-06-26  [2020-07-05]. （原始内容存档于2020-07-14）.
51. ↑  . ABC News. 2020-04-14  [2020-08-08]. （原始内容存档于2020-07-07）.
52. ↑  . CNBC. 2020-04-24  [2020-08-08]. （原始内容存档于2020-07-09）.
53. ↑  EDT, Rosie McCall On 4/6/20 at 11:18 AM. . Newsweek. 2020-04-06  [2020-05-19]. （原始内容存档于2020-05-29） （英语）.
54. ↑  . ABC News. 2020-05-06  [2020-08-08]. （原始内容存档于2020-07-08）.
55. ↑  . NBC News. 2020-05-11  [2020-08-08]. （原始内容存档于2020-07-11）.
56. ↑  . Reuters. 2020-04-28  [2020-05-30]. （原始内容存档于2020-07-05） （英语）.
57. ↑  . Good News Network. thegoodnewsnetwork. 2020-04-30  [2020-05-02]. （原始内容存档于2020-06-20） （英语）.
58. ↑  . Reuters. 2015-09-02  [2020-05-26]. （原始内容存档于2020-11-11） （英语）.
59. ↑  . www.cbsnews.com.   [2020-05-30]. （原始内容存档于2020-07-03）.
60. ↑  . NBC News.   [2020-05-30]. （原始内容存档于2020-07-22） （英语）.
61. ↑  . Science. 2020-04-03  [2020-05-30]. （原始内容存档于2020-06-23） （英语）.
62. ↑  . Science. 2020-04-03  [2020-05-30]. （原始内容存档于2020-06-23） （英语）.
63. ↑  Viglione, Giuliana. . Nature. 2020-06-02, 582 (7811): 166–167  [2020-06-07]. PMID 32488188. S2CID 219284783. doi:10.1038/d41586-020-01521-3. （原始内容存档于2020-07-13） （英语）.
64. ↑  . National Geographic. 2020-05-29  [2020-06-07]. （原始内容存档于2020-06-26） （英国英语）.
65. ↑  . National Geographic. 2020-05-29  [2020-06-07]. （原始内容存档于2020-06-26） （英国英语）.
66. ↑  . National Geographic. 2020-05-29  [2020-06-07]. （原始内容存档于2020-06-26） （英国英语）.
67. ↑  Ambrose, Jillian. . The Guardian. 2020-06-03  [2020-06-06]. （原始内容存档于2020-07-22）.
68. ↑  . Hong Kong (Reuters). Reuters. 2020-03-12  [2020-03-21]. （原始内容存档于2020-03-21）.
69. ↑  .   [2020-08-08]. （原始内容存档于2020-07-28）.
70. ↑  . Science. 2020-04-03  [2020-05-30]. （原始内容存档于2020-06-23） （英语）.
71. ↑  . World Resources Institute. 2020-04-23  [2020-05-30]. （原始内容存档于2021-01-07） （英语）.
72. ↑  . IEA.   [2020-06-21]. （原始内容存档于2020-11-29）.
73. ↑  . Reuters. 2020-04-28  [2020-06-01]. （原始内容存档于2020-06-10） （英语）.
74. ↑  . Reuters. 2020-05-08  [2020-06-01]. （原始内容存档于2020-07-09） （英语）.
75. ↑  Farmbrough, Heather. . Forbes.   [2020-06-01]. （原始内容存档于2020-06-12） （英语）.
76. ↑  Elkerbout, M., Egenhofer, C., Núñez Ferrer,, J., Cătuţi, M., Kustova,, I., & Rizos, V. (2020). The European Green Deal after Corona: Implications for EU climate policy （页面存档备份，存于）. Brussels: CEPS.
77. ↑  .   [2020-08-08]. （原始内容存档于2020-11-19）.
78. ↑  .   [2020-08-08]. （原始内容存档于2020-12-22）.
79. ↑  Simon, Frédéric. . Euroactive.   [2020-05-28]. （原始内容存档于2020-07-16）.
80. ↑  Meredith, Sam. . CNBC. 2020-06-18  [2020-06-25]. （原始内容存档于2021-01-13） （英语）.
81. ↑  . IEA.   [2020-06-21]. （原始内容存档于2020-11-29）.
82. ↑  . phys.org.   [2020-06-25]. （原始内容存档于2020-11-13） （英语）.
83. ↑  SOKRATOUS, Zinonas. . Cyprus - European Commission. 2020-05-20  [2020-06-25]. （原始内容存档于2020-06-27） （英语）.
84. ↑  Harvey, Fiona. . The Guardian. 2020-06-18  [2020-06-21]. （原始内容存档于2021-01-09）.
85. ↑  . www.agora-energiewende.de.   [2020-06-21]. （原始内容存档于2021-01-05） （德语）.
86. ↑  . www.bloomberg.com.   [2020-06-25]. （原始内容存档于2020-11-14）.
87. ↑  . CBI.   [2020-06-25]. （原始内容存档于2020-09-29）.
88. ↑  Weitzel, Elic, , Sapiens, 2020  [2020-07-07], （原始内容存档于2020-12-30）
89. ↑  .   [2020-06-25]. （原始内容存档于2020-07-13）.
90. ↑  Newburger, Emma. . CNBC. 2020-03-13  [2020-03-16]. （原始内容存档于2020-03-15）.
91. ↑  . NPR.   [2020-04-09]. （原始内容存档于2020-04-04）.
92. ↑  . IEA.   [2020-04-09]. （原始内容存档于2020-04-02）.
93. ↑  . Fortune.   [2020-04-09]. （原始内容存档于2020-04-05）.
94. ↑  Yaffe-Bellany, David. . The New York Times. 2020-02-26  [2020-04-09]. （原始内容存档于2020-03-04）.
95. ↑  Press release. . European Center for Medium-Range Weather Forecasts. 2020-03-24  [2020-03-26]. （原始内容存档于2020-03-26）.
96. ↑  . International Energy Agency.   [2020-04-09]. （原始内容存档于2020-04-02）.
97. ↑  . Carbon Tracker.   [2020-04-08]. （原始内容存档于2020-07-19）.
98. ↑  Milman, Oliver; Holden, Emily. . The Guardian. 2020-03-27  [2020-05-30]. （原始内容存档于2021-01-05）.
99. ↑  . The Economist.   [2020-04-21]. ISSN 0013-0613. （原始内容存档于2021-01-14）.
100. ↑  . OECD.   [2020-05-14]. （原始内容存档于2020-11-19） （英语）.
101. ↑  .   [2020-08-08]. （原始内容存档于2020-11-13）.
102. ↑  . OECD.   [2020-05-14]. （原始内容存档于2020-11-19） （英语）.
103. ↑  . The Guardian. 2020-06-05  [2020-06-09]. （原始内容存档于2020-12-12） （英语）.